# Ouroborus cataphractus
Ouroborus cataphractus é uma espécie de lagarto pertencente ao gênero Ouroborus, da família Cordylidae. Em 2011 passou do gênero Cordilus ao seu próprio gênero (Ouroborus) devido a evidências moleculares. Entre 15 e 20 centímetros de comprimento, esses lagartos habitam os desertos do sul da África, possuem escamas pontudas para proteção, são ovovivíparos e se alimentam principalmente de insetos. Vivem em pequenos grupos e hibernam durante o inverno.
Esse lagarto exibe características marcantes, como o cuidado com a prole, muito raro em répteis, mas a característica que lhe trouxe fama e o apelido de "lagarto-tatu" é o mecanismo de defesa no qual este lagarto morde a ponta da cauda e se enrola formando uma bola de escamas pontiagudas. Acredita-se que ele faça isso para proteger sua barriga desarmada dos predadores, um comportamento também observado em crustáceos como o tatuzinho e mamíferos como o tatu.